# 염우량
염우량(廉友良, 1911년 10월 5일 충남 공주 ~ ?)은 제3대 국회의원을 지낸 대한민국의 정치인이다. 본관은 파주이다.

## 약력
- 공주공립보통학교 졸업
- 영명고등학교 졸업
- 호국사관학교 졸업 (제1기)
- 공주보안대 대장
- 반탁투쟁위원회 공주군 지부장
- 독립촉성국민회 공주군 지부장
- 민족대표자대회 공주군 대의원
- 자유당 공주갑지구당 위원장
- 자유당 원내부총무

## 역대 선거 결과
|  | 18.33% |

|  | 17.68% |

|  | 53.64% |

|  | 30.13% |

|  | 6.04% |